# Milange (Distrikt)

Lage des Distrikts Milange in Mosambik

Milange ist ein Distrikt der Provinz Zambezia in Mosambik. Die Hauptstadt ist die gleichnamige Ortschaft Milange. Der Distrikt grenzt im Norden an den Distrikt Mecanhelas (Niassa), im Westen an Malawi, im Süden an den Distrikt Morrumbala, im Südosten an den Distrikt Mocuba, im Osten an die Distrikte Lugela und Namarroi und im Nordosten an den Distrikt Gurué.
Bei der Volkszählung 2007 lebten im Distrikt Milange 498.635 Menschen auf einer Fläche von 9.794 km².
Der Distrikt ist nochmals in vier Posto administrativo (Verwaltungsposten) geteilt.
Verwaltungsposten Majaua
- Dachudua
- Majaua
- Zalimoba

Verwaltungsposten Milange
- Chitambo
- Liciro
- Milange
- Tengua
- Vulalo

Verwaltungsposten Molumbo
- Capitão Mor-Muhalo
- Corromana
- Dualo-Nangoma
- Molumbo

Verwaltungsposten Nauela
- Dulanha
- Mongue
- Sabelua